# Ромеро, Хорхе Лино
Хорхе Лино Ромеро Санта Крус (исп. Jorge Lino Romero Santa Cruz; род. 1932, Луке, Сентраль) — парагвайский футболист, нападающий.

## Карьера

### Клубная карьера
Во взрослом футболе дебютировал в 1950 году в клубе «Спортиво Лукеньо». С 1956 по 1958 год играл в составе парагвайских команд «Либертад» и «Соль де Америка».
В 1958 году, после успешного выступления на чемпионате мира, вместе с Флоренсио Амарильей, был приглашён в испанский «Реал Овьедо», за который отыграл 3 сезона. В составе клуба принял участие в 29 матчах, забив 8 голов.
Завершил карьеру футболиста в 1961 году.

### Карьера в сборной
В 1953 году дебютировал в официальных матчах в составе национальной сборной Парагвая.
В составе сборной был участником чемпионата мира 1958 года в Швеции, где принял участие во всех трёх матчах группового этапа, который парагвайцам преодолеть не удалось. Отличился забитым голом в первой игре против сборной Франции.
Всего в составе сборной принял участие в 20 матчах, забив пять голов.